# Solaria
Solaria là chi thực vật có hoa trong họ Amaryllidaceae.